# Trofeo Conn Smythe

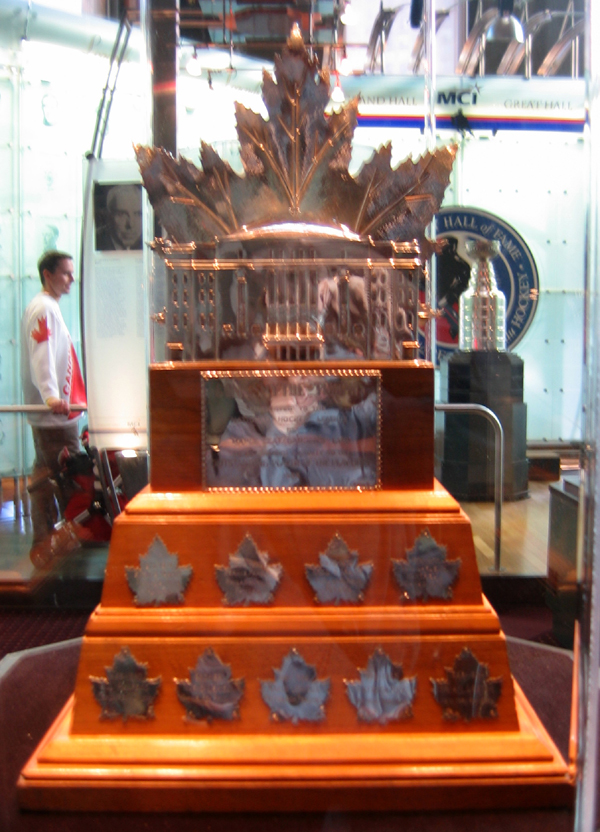
Trofeo Conn Smythe en el Salón de la Fama del Hockey.

El Trofeo Conn Smythe se entrega anualmente al considerado mejor jugador de la National Hockey League durante los playoffs de la Stanley Cup. El ganador es elegido por votación entre los miembros de la Asociación de Periodistas de Hockey Profesional, y debe ser necesariamente un jugador perteneciente al equipo vencedor. 
A diferencia de otros premios al Más Valioso de otras ligas deportivas grandes de Estados Unidos y Canadá, como la NBA, MLB o la NFL, el Trofeo Conn Smythe se basa en el rendimiento del jugador durante toda la postemporada y no solo en la serie o juego por el campeonato.  
El trofeo es nombrado en honor a Conn Smythe (1895-1980), un miembro del Salón de la Fama del Hockey que fundó y fue propietario de los Toronto Maple Leafs, y a su vez, de sus predecesores los Maple Leaf Gardens. El primer trofeo fue entregado a Jean Beliveau de los Montreal Canadiens por su actuación en las eliminatorias por el título de la temporada 1964-65. Desde entonces, Patrick Roy lo ha conseguido en 3 ocasiones, más que ningún otro jugador en la historia, y Wayne Gretzky, Mario Lemieux, Bobby Orr, y Bernie Parent lo han ganado en dos ocasiones cada uno. 
A excepción de seis ocasiones, todos los ganadores del trofeo Conn Smythe han sido de nacionalidad Canadiense, estos fueron Brian Leetch (Estadounidense) en 1994, Nicklas Lidström (sueco) en el 2002, Henrik Zetterberg (sueco) en el 2008, Evgeni Malkin (ruso) en el 2009, Victor Hedman (sueco) en 2020 y Andrei Vasilevskiy (ruso) en 2021.

## Ganadores del Trofeo Conn Smythe
- 2023-24 - Connor McDavid, Edmonton Oilers
- 2022-23 - Jonathan Marchessault, Vegas Golden Knights
- 2021-22 - Cale Makar, Colorado Avalanche
- 2020-21 - Andrei Vasilevskiy, Tampa Bay Lightning
- 2019-20 - Victor Hedman, Tampa Bay Lightning
- 2018-19 - Ryan O'Reilly, St. Louis Blues
- 2017-18 - Alexander Ovechkin, Washington Capitals
- 2016-17 - Sidney Crosby, Pittsburgh Penguins
- 2015-16 - Sidney Crosby, Pittsburgh Penguins
- 2014-15 - Duncan Keith, Chicago Blackhawks
- 2013-14 - Justin Williams, Los Angeles Kings
- 2012-13 - Patrick Kane, Chicago Blackhawks
- 2011-12 - Jonathan Quick, Los Angeles Kings
- 2010-11 - Tim Thomas, Boston Bruins
- 2009-10 - Jonathan Toews, Chicago Blackhawks
- 2008-09 - Evgeni Malkin, Pittsburgh Penguins
- 2007-08 - Henrik Zetterberg, Detroit Red Wings
- 2006-07 - Scott Niedermayer, Anaheim Ducks
- 2005-06 - Cam Ward, Carolina Hurricanes
- 2004-05 - Vacante por suspensión de temporada a causa de huelga de jugadores
- 2003-04 - Brad Richards, Tampa Bay Lightning
- 2002-03 - Jean-Sebastien Giguere, Mighty Ducks of Anaheim *
- 2001-02 - Nicklas Lidström, Detroit Red Wings
- 2000-01 - Patrick Roy, Colorado Avalanche (3)
- 1999-00 - Scott Stevens, New Jersey Devils
- 1998-99 - Joe Nieuwendyk, Dallas Stars
- 1997-98 - Steve Yzerman, Detroit Red Wings
- 1996-97 - Mike Vernon, Detroit Red Wings
- 1995-96 - Joe Sakic, Colorado Avalanche
- 1994-95 - Claude Lemieux, New Jersey Devils
- 1993-94 - Brian Leetch, New York Rangers
- 1992-93 - Patrick Roy, Montreal Canadiens (2)
- 1991-92 - Mario Lemieux, Pittsburgh Penguins (2)
- 1990-91 - Mario Lemieux, Pittsburgh Penguins
- 1989-90 - Bill Ranford, Edmonton Oilers
- 1988-89 - Al MacInnis, Calgary Flames
- 1987-88 - Wayne Gretzky, Edmonton Oilers (2)
- 1986-87 - Ron Hextall, Philadelphia Flyers *
- 1985-86 - Patrick Roy, Montreal Canadiens
- 1984-85 - Wayne Gretzky, Edmonton Oilers
- 1983-84 - Mark Messier, Edmonton Oilers
- 1982-83 - Billy Smith, New York Islanders
- 1981-82 - Mike Bossy, New York Islanders
- 1980-81 - Butch Goring, New York Islanders
- 1979-80 - Bryan Trottier, New York Islanders
- 1978-79 - Bob Gainey, Montreal Canadiens
- 1977-78 - Larry Robinson, Montreal Canadiens
- 1976-77 - Guy Lafleur, Montreal Canadiens
- 1975-76 - Reggie Leach, Philadelphia Flyers *
- 1974-75 - Bernie Parent, Philadelphia Flyers (2)
- 1973-74 - Bernie Parent, Philadelphia Flyers
- 1972-73 - Yvan Cournoyer, Montreal Canadiens
- 1971-72 - Bobby Orr, Boston Bruins (2)
- 1970-71 - Ken Dryden, Montreal Canadiens
- 1969-70 - Bobby Orr, Boston Bruins
- 1968-69 - Serge Savard, Montreal Canadiens
- 1967-68 - Glenn Hall, St. Louis Blues *
- 1966-67 - Dave Keon, Toronto Maple Leafs
- 1965-66 - Roger Crozier, Detroit Red Wings *
- 1964-65 - Jean Beliveau, Montreal Canadiens

(n.º) Indica número de ganadores múltiples
(*) Indica que el jugador corresponde al equipo perdedor de la final